# Rkhunter
Rkhunter (RootKit Hunter) – przeznaczony dla systemu Linux program skanujący komputer w poszukiwaniu rootkitów i innych zagrażających bezpieczeństwu systemu operacyjnego rzeczy (nieuaktualniane oprogramowanie, włączona możliwość zdalnego logowania się na roota oraz tym podobne).

## Obsługa
W celu przeskanowania systemu należy z uprawnieniami roota wykonać polecenie:
rkhunter -c lub rkhunter --checkall
Aby sprawdzenie zabezpieczeń komputera było wiarygodniejsze, zaleca się wykonanie uprzednio aktualizacji bazy danych programu. W tym celu należy uruchomić rkhunter z argumentem --update. Należy pamiętać, że w związku ze zgłoszonym błędem funkcja aktualizacji zwróci nam błąd. Możemy przywrócić aktualizację ręcznie edytując plik konfiguracyjny rkhunter z poziomu roota. Należy zmienić opcje przytoczone na stronie zgłoszonego bugu na domyślne.